# 1940年代
| 千纪： | 2千纪                                                                                            |
| 世纪： | 19世纪 \| 20世纪 \| 21世纪                                                                       |
| 年代： | 1910年代 \| 1920年代 \| 1930年代 \| 1940年代 \| 1950年代 \| 1960年代 \| 1970年代                 |
| 年份： | 1940年 \| 1941年 \| 1942年 \| 1943年 \| 1944年 \| 1945年 \| 1946年 \| 1947年 \| 1948年 \| 1949年 |

1940年代，前半期為第二次世界大戰，1945年，二戰結束，之後美蘇兩國成為世界超级强国，因而導致了冷戰，美蘇兩國間的對立，影響了日後數十年的世界局勢。

## 大事記

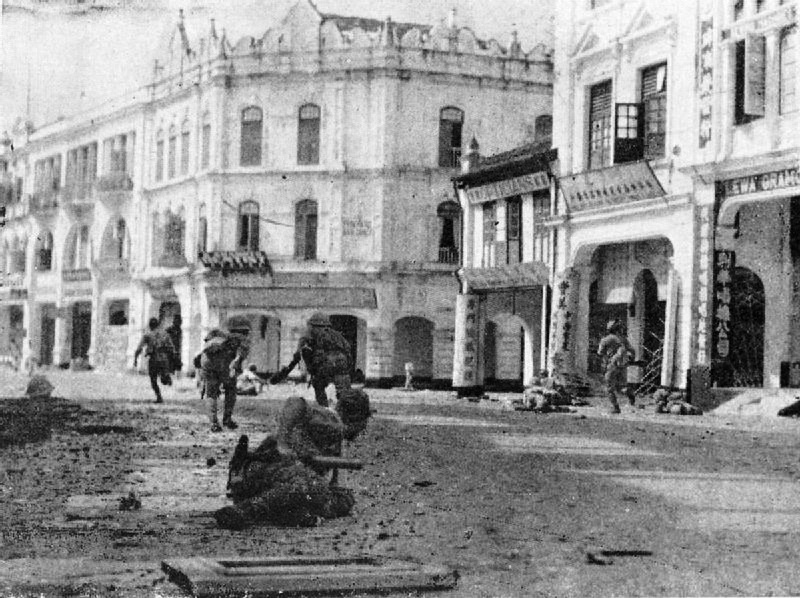
日军进入英属马来亚首都吉隆坡

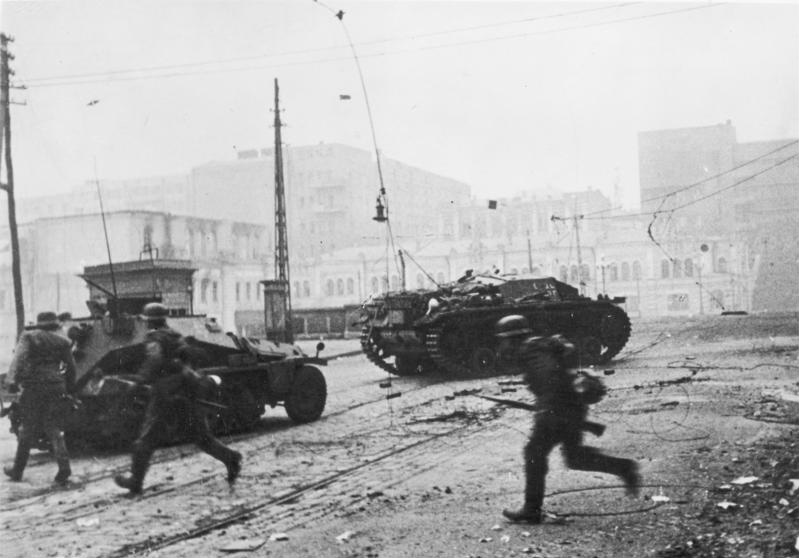
二戰結束

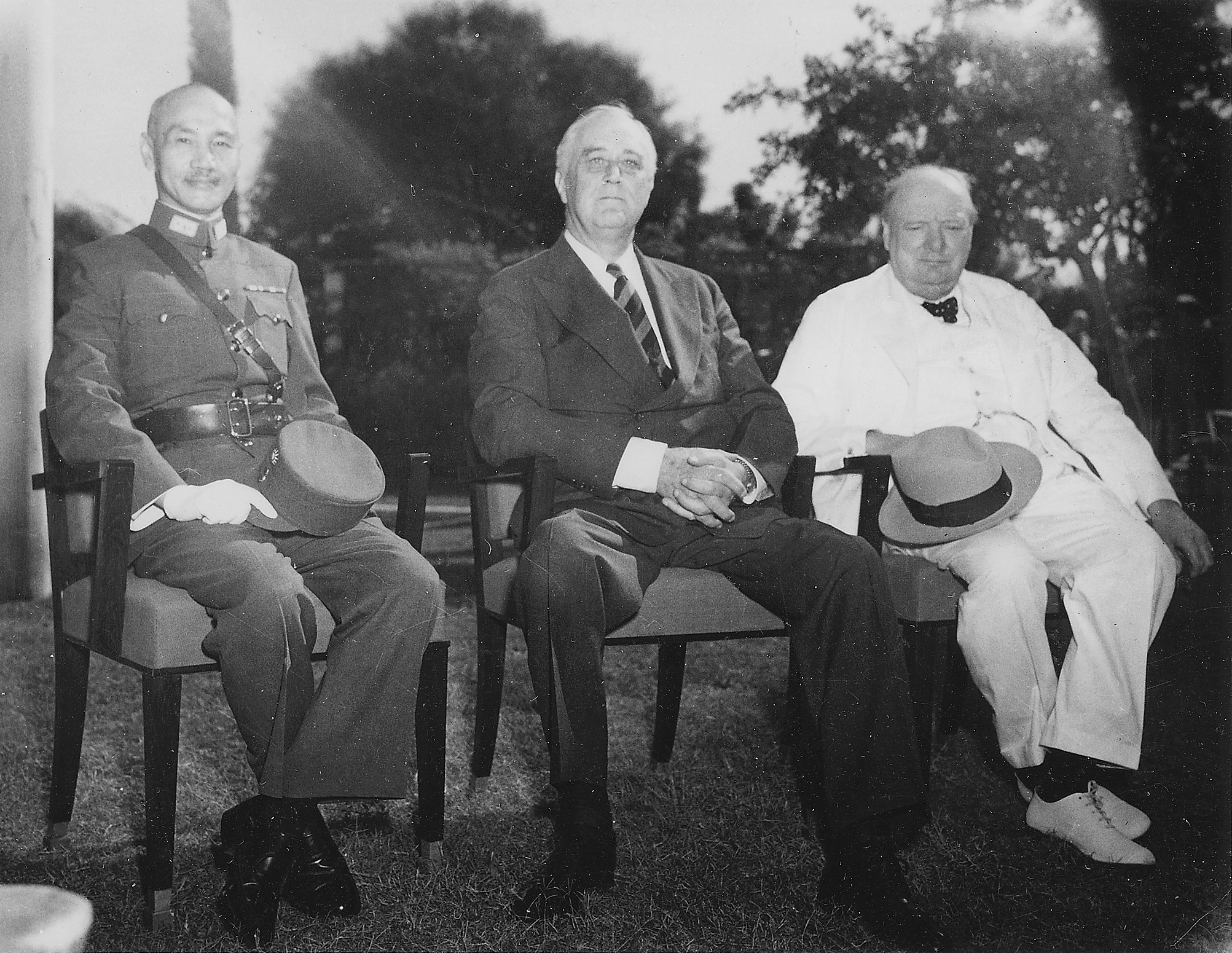
1943年，中华民国总统蔣中正、美国总统富兰克林·德拉诺·罗斯福及英国首相温斯顿·丘吉尔於開羅會議

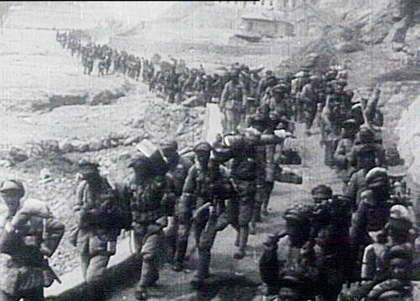
國共內戰中國國民黨戰敗

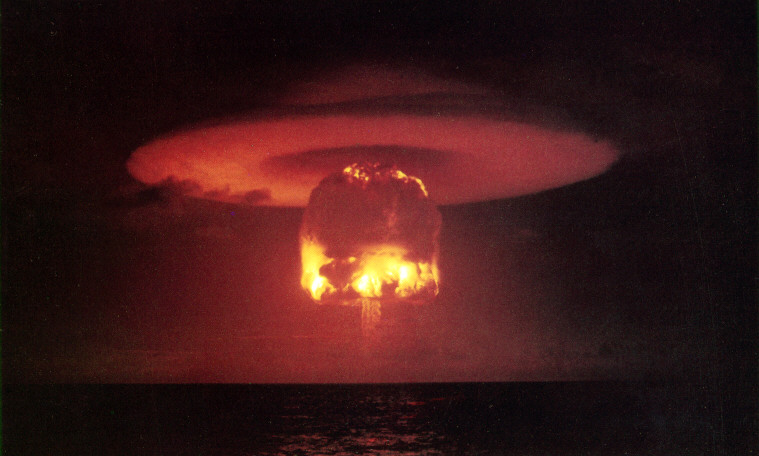
核武發明

北大西洋公約成立

### 科學和技術
- 1945年7月16日︰美國在新墨西哥州进行了世界上第一次核試爆。

### 戰爭與政治
- 1940年︰德國佔領挪威、丹麥、法國、荷蘭、比利時、盧森堡等國。
- 1941年︰德國發動巴巴羅薩作戰，入侵蘇聯。
- 1941年︰日本偷襲美國夏威夷珍珠港，導致美國正式對日本開戰，史稱此事為珍珠港事件。
- 1942年1月2日，馬尼拉被日軍所據。
- 1942年︰三場影響二戰的關鍵戰役開打：
  - 斯大林格勒战役於蘇聯開打。
  - 阿拉曼战役於北非開打。
  - 中途岛海战在太平洋開打。
- 1943年︰義大利投降。
- 1944年︰諾曼第登陸作戰。
- 1945年︰第二次世界大戰結束       歐洲戰事於5月8日結束。               亞洲戰事於8月15日結束。
- 10月：聯合國成立。
- 1948年：
  - 大韓民國與朝鲜民主主义人民共和国以北緯38度線為界成立。
  - 5月：以色列建國，巴勒斯坦戰爭爆發（第一次中東戰爭）。
  - 9月12日：遼瀋戰役展開。
- 1949年：
  - 德意志民主共和国與德意志联邦共和国成立。
  - 1月：經濟互助委員會（COMECON）成立。
  - 4月：北大西洋公約組織（NATO）成立。
  - 10月1日：中華人民共和國政府在北京宣布成立。
  - 12月：中華民國政府撤退到臺灣。

### 經濟
- 1947年︰美國實行马歇尔计划，重建歐洲經濟。

### 天災人禍
- 二戰期間，包括德軍、日軍、盟軍等參戰各國犯下多起戰爭罪行，參見盟軍戰爭罪行、蘇聯戰爭罪行、德軍戰爭罪行與日軍戰爭罪行。
- 1942年：整风运动，于抗战期间，一场由毛泽东在延安发起的政治运动，此运动是为了巩固毛的领导地位，而此次运动后令毛的领导地位加以确立，被许多学者认为是毛泽东个人崇拜的开端。该运动造成诸多冤假错案，大量人员遭到迫害，知识分子群体受到巨大冲击。有研究指该运动共造成超过一万人死亡。
- 1945年︰广岛市原子弹爆炸與長崎市原子彈爆炸
- 1946年11月，香港820名天花病患者一半多被奪去生命，死亡530人。
- 1948年5月23日 - 10月19日，长春围困战，中国人民解放军禁止难民出城，长春市民10万~65万人饿死